# Sol (gimnastică)

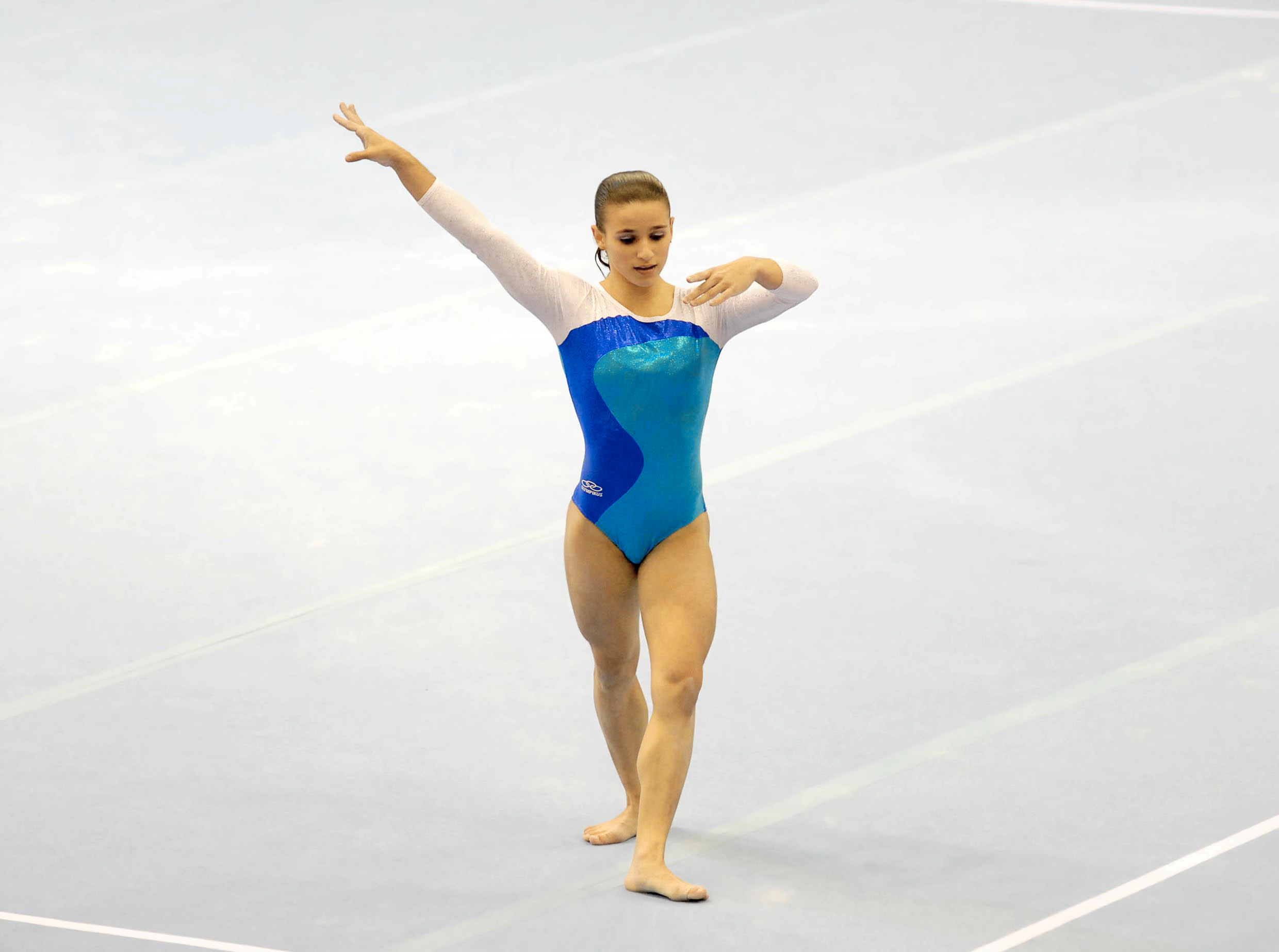
Jade Barbosa evoluând la sol

În gimnastica artistică, solul se referă la o suprafață special amenajată, considerată un aparat. Este o probă atât în gimnastica feminină cât și în gimnastica masculină.

## Dimensiuni
Dimensiunile aparatului sunt publicate de Federația Internațională de Gimnastică în Normele aparatelor:
- Lungime: 12 metri
- Lățime: 12 metri
- Margine: 1 metru

Cele mai bune soluri pentru gimnastică sunt cele care absorb șocurile, cele realizate dintr-o combinație de spumă cauciucată cu placaj de lemn. Astfel, solul devine flexibil, impactul este mai lin, iar gimnastul reușește să obțină o înălțime mai mare în momentul desprinderii. Solul are o suprafață bine definită în care gimnastul își poate desfășura exercițiul. Aceasta este delimitată de o bandă de plastic albă sau de trasarea unei borduri colorate. 
Durata unui exercițiu la sol este de până la 70 de secunde în gimnastica masculină și de 90 de secunde în gimnastica feminină. Exercițiile în gimnastica feminină sunt acompaniate de muzică.

## Reguli (gimnastica feminină)
Un exercițiu la sol în gimnastica feminină durează între 70 și 90 de secunde și este alcătuit din elemente acrobatice și artistice (dans). Gimnastele sunt implicate în alegerea muzicii și în coregrafia exercițiilor; din acest motiv solul este aparatul care permite gimnastelor cea mai mare libertate de expresie. Pe lângă dificultatea elementelor tehnice, gimnastele trebuie să țină cont și de muzică în încercarea de a-și executa exercițiul în ritmul acesteia.
La nivel profesionist, coregrafia unui exercițiu este aleasă de gimnastă împreună cu antrenorii săi. Majoritatea federațiilor naționale angajează coregrafi specializați care creează exerciții pentru gimnastele lor. Printre cei mai cunoscuți astfel de coregrafi se numără: Lisa Leuke (SUA), Adriana Pop (România, Franța, China), Nancy Roche (SUA) și Geza Pozar (România, SUA). Alții optează pentru coregrafii realizate de antrenor împreună cu gimnasta sa. O parte dintre sportive se folosește de același exercițiu timp de mai multe sezoane, în timp ce altele aleg să-l modifice anual. Întrucât timpul de execuție al unui exercițiu poate varia între diferite competiții, antrenorii pot modifica compoziția acestuia. Cu toate acestea, se întâmplă foarte rar ca o sportivă să execute 2 exerciții diferite de-a lungul unui sezon competițional. Unul din puținele exemple în acest sens s-a petrecut la Jocurile Olimpice de vară din 1996, când rusoaica Dina Kotchetkova a prezentat un program complet diferit de ceea ce arătase până în acel moment.
Același cuplu (gimnastă-antrenori) este cel care alege și muzica viitorului exercițiu. Aceasta poate aparține oricărui gen muzical și poate fi interpretată la orice instrument(e). Totuși, nu sunt permise interpretările vocale. Responsabilitatea existenței materialului muzical la fiecare competiție aparține gimnastei și antrenorului acesteia.
Cele mai multe exerciții sunt compuse din 3-5 linii acrobatice și o serie de elemente artistice, piruete și sărituri. Codul de punctaj prevede obligativitatea existenței elementelor din 5 grupe de elemente diferite. Astfel, un exercițiu trebuie să conțină o întoarcere la cel puțin 540 de grade, un salt dublu, o linie acrobatică spre înainte și una spre înapoi.
Notele se acordă în funcție de dificultatea exercițiului, de interpretarea artistică, de elementele tehnice impuse și de calitatea programului în ansamblu. În cazul unor execuții modeste, al lipsei elementelor obligatorii, al căderilor sau al altor erori, nota finală suferă niște deduceri. Spre deosebire de gimnastica masculină, gimnastelor le este permis să încheie linia acrobatică într-o poziție de fandare. Gimnasta trebuie să se folosească de întreaga suprafață a aparatului, liniile acrobatice urmând a se executa dintr-un colț în celălalt al covorului. Pășirea în afara suprafeței delimitate atrage după sine penalizarea sportivei.
Gimnastele se pot folosi de cretă pentru a spori aderența mâinilor și/sau picioarelor cu aparatul. De asemenea le este permis să-și protejeze încheieturile. În concursurile junioarelor, arbitri permit utilizarea unei suprafețe mai flexibile pentru evitarea unor accidentări grave. În competițiile internaționale majore (Olimpiadă, Campionat Mondial), precum și în cele naționale de anvergură, această suprafață ajutătoare nu este acceptată.

## Reguli (gimnastica masculină)
La fel ca și în celelalte probe ale gimnasticii, notele în gimnastica masculină se acordă ținându-se cont de dificultatea execuțiilor, de ținuta sportivului și de calitatea exercițiului în ansamblu. Arbitri sunt obligați să urmărească îndeplinirea numărului de elemente obligatorii (inclusiv o linie acrobatică compusă din cel puțin 2 salturi). Gimnastul trebuie să se folosească de întreaga suprafață a aparatului, liniile acrobatice urmând a se executa dintr-un colț în celălalt al covorului. Pășirea în afara suprafeței delimitate atrage după sine penalizarea sportivului. Gimnastul trebuie să încheie linia acrobatică într-o poziție "fixată": picioarele să atingă solul în același timp, nefiind permiși pași ajutători.